# Bezpráví

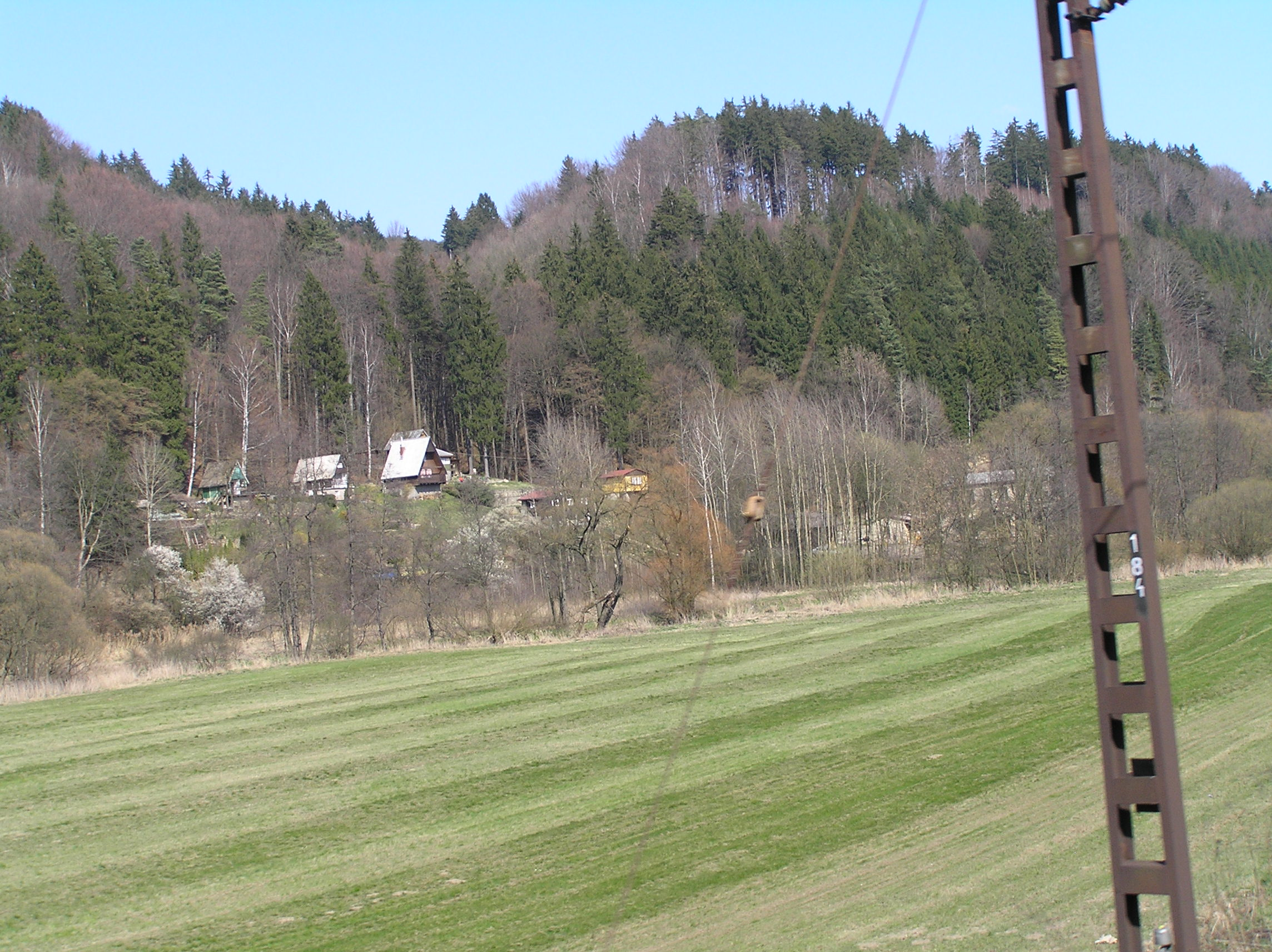
Bezpráví

Bezpráví es una población checa situada a proximidades de la ciudad de Choceň, a la orilla derecha del río Tichá Orlice. 
Ahora (2009) no hay ningún residente permanente. 
El sitio es apreciado por su naturaleza y paisaje que ofrece. Por la población pasa la línea de ferrocarril más importante de la República checa (nº 270 Praga - Česká Třebová - Olomouc - Ostrava - Bohumín). Bezpráví es también el destino más favorito de aficionados del ferrocarril checos (llamados popularmente "šotouši") que no dejan de llegar allí para sacar fotos de sus queridos trenes. Sin embargo, la línea está condenada al cierre, ya que existe un proyecto para crear una variante nueva de la línea.